# Șevalet rotafoliu

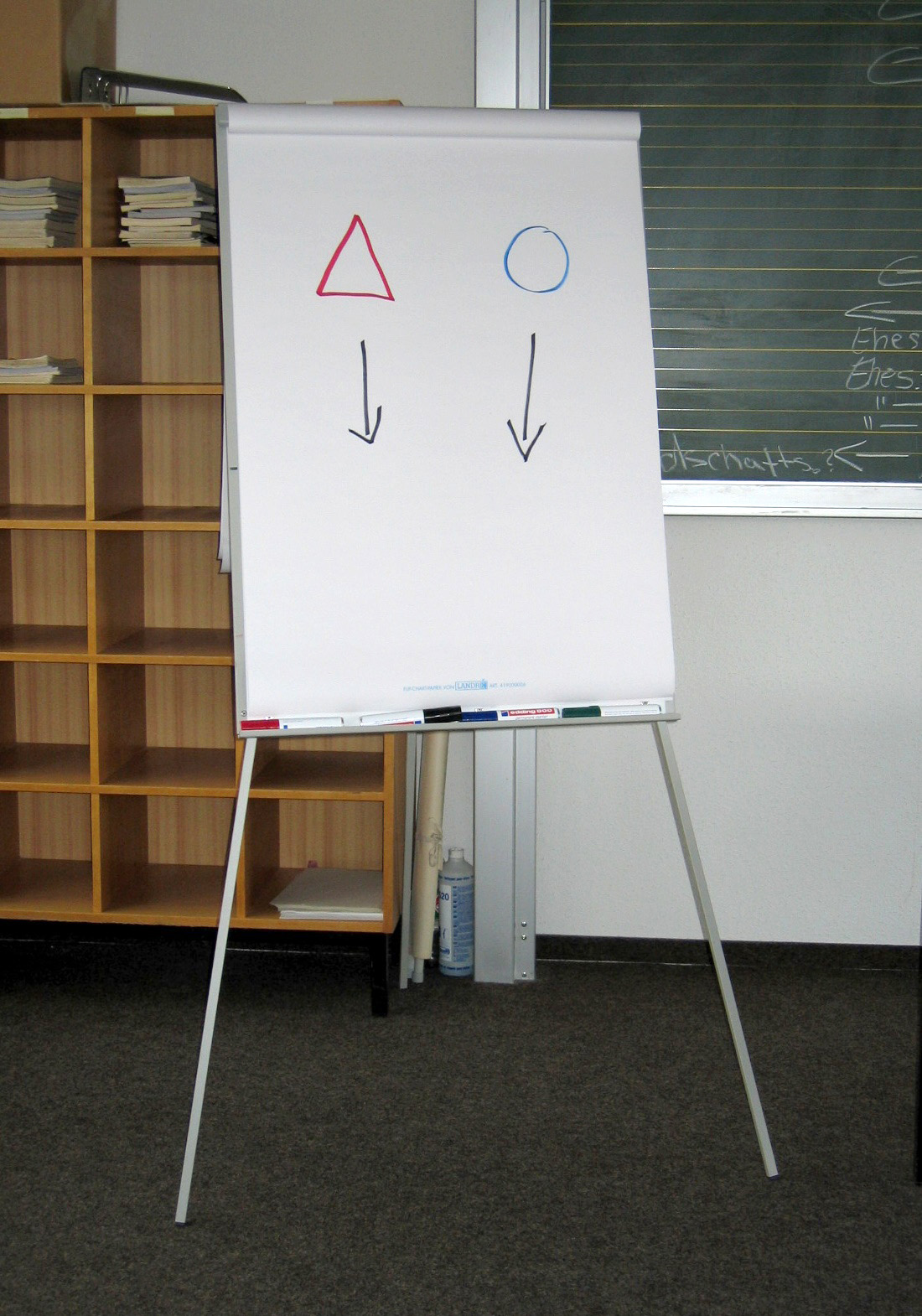
Șevalet rotafoliu.

Șevaletul rotafoliu este un instrument folosit pentru prezentarea unor idei, scheme sau formule unui public restrâns (simpoziu, conferințe, ateliere de schimb, predare de cursuri). Este format dintr-un șevalet în general de aluminiu, pe care se pot fixa coli de mari dimensiuni, care, odată completate, pot fi rotite înapoi și date pe spatele rotafoliului. Este denumit nu rareori prin cuvântul englez Flipchart (în engleză se mai numește și Paper-board) pronunțat "flipceart".